# Dariusz Załuski

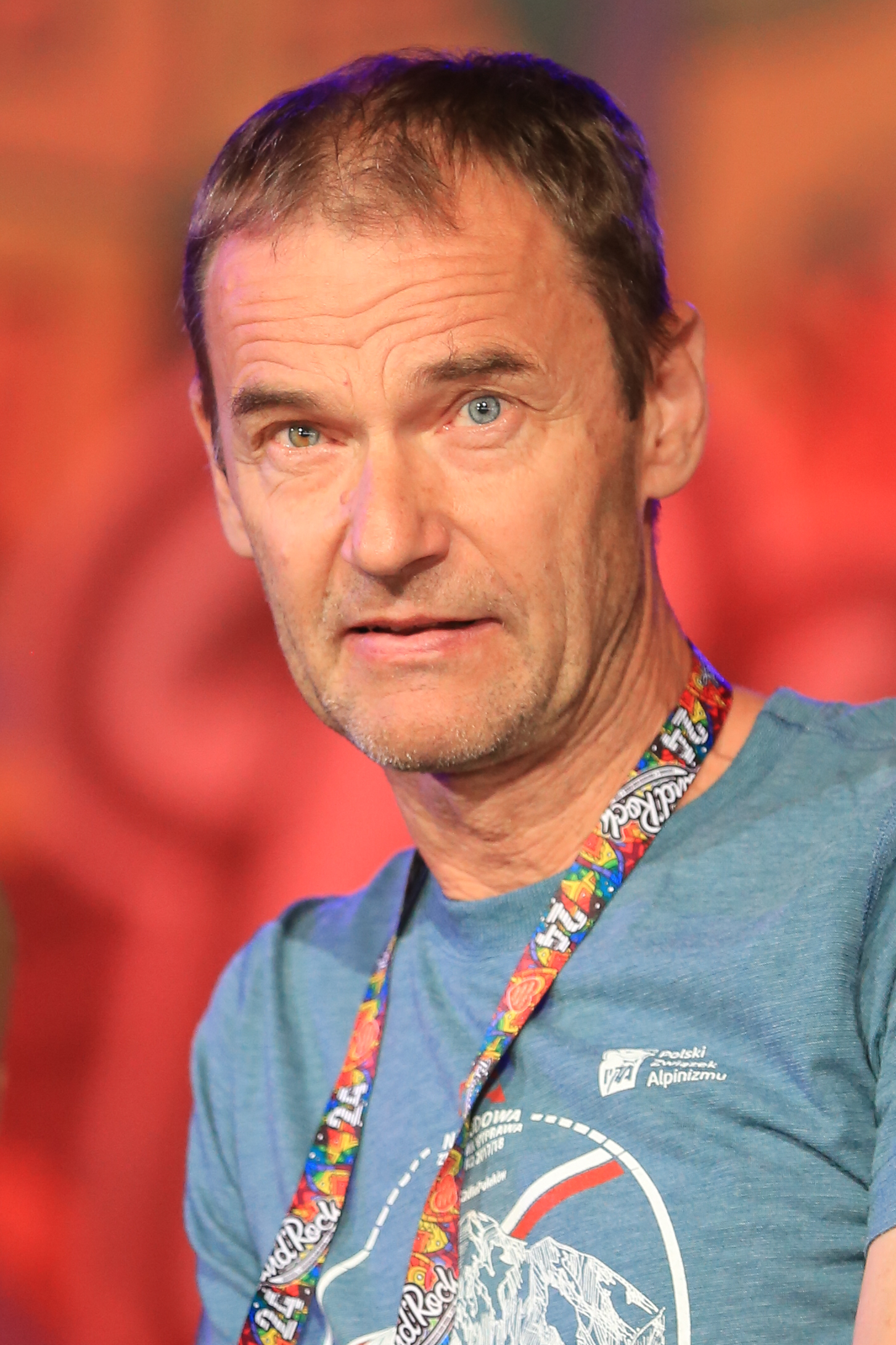
Dariusz Załuski auf dem Pol’and’Rock Festival 2018

Dariusz Załuski (* 1959 in Warschau) ist ein polnischer Bergsteiger, der unter anderem in der Tatra, den Alpen und im Himalaya kletterte.
Er bestieg den Hagshu im Zanskar-Gebiet (Erstbesteigung), den Aconcagua, den Mount McKinley, Kilimandscharo, Gasherbrum II (1997), Cho Oyu (2000), Lhotse (2001), Mount Everest (2006) und den K2 (2011). Letzteren Gipfel erreichte er am 23. August 2011 als Teil einer Expedition mit Maksut Schumajew, Wassili Piwzow und Gerlinde Kaltenbrunner.
Er nahm an drei polnischen Winterexpeditionen teil: Nanga Parbat (1997/98), Makalu (2000/2001, u. a. zusammen mit Krzysztof Wielicki) und K2 (2002/2003). Sein Film Przypadki pani Ani über die Seven-Summits-Bezwingerin Anna Czerwińska erhielt Auszeichnungen bei den Bergfilmfestivals in Vancouver, Moskau, Trient und Sliwen und qualifizierte sich für die „Banff World Tour“. Die Filme Obrazki z wyprawy und Ciao Martina erhielten Auszeichnungen beim Festival in Sliwen. Załuski ist auch Autor des Everest-Films Przesunąć horyzont.
Załuski ist verheiratet und hat zwei erwachsene Töchter.